# Omar Abdirashid Ali Sharmarke
Omar Abdirashid Ali Sharmarke (em somali:  Cumar Cabdirashiid Cali Sharmaarke, em árabe: عمر عبد الرشيد علي شرماركي; Mogadíscio, 18 de junho de 1960) é um economista, diplomata e político somaliano.

## Biografia
Filho de Abdirashid Ali Shermarke, presidente assassinado pouco antes de um golpe de Estado em 1969, Omar foi escolhido Primeiro-ministro interino da Somália em 2009. Ele ficou no cargo até 2010. Em dezembro de 2014, ele foi nomeado pela segunda vez para o posto, até março de 2017.